# Budgie
Budgie — рок-гурт з Уельсу, утворений 1967 року у місті Кардіфф. До першого складу гурту ввійшли: Джон Берк Шеллі (John Burke Shelley), 10.04.1950, Кардіфф, Уельс — вокал, бас, гітара; Тоні Бург (Tony Bourge), 23.11.1948, Кардіфф, Уельс — гітара, вокал та Рей Філліпс (Ray Phillips) — ударні.
Тріо спочатку діяло під назвою Budgie Droppings і здобуло локальну популярність завдяки своїм виступам у клубах та коледжах Уельсу. Незабаром, скоротивши назву, гурт отримав контракт з фірмою «MCA Records». Граючи типовий хард-рок, Budgie стартували синглом з чарівною назвою «Crash Course in Brain Surgery».
У період 1971—1973 років гурт видав три дуже вдалих альбоми, які, на жаль, не здобули у Британії широкого визнання серед публіки та критики. 1973 року Філліпса замінив Пітер Чарльз Бут (Peter Charles Boot), 30.09.1950, Вест Бромвіч, Велика Британія, і вже з ним гурт записав альбом «In For The Kill», який нарешті здобув комерційний успіх. 1974 року знову відбулася заміна ударника, цього разу Бута замінив Стів Вілльямс (Steve Williams). У цей період з гуртом працювали також два додаткових гітаристи: Міф Айсекс (Myf Isaacs) та Філ Бліззард (Phil Blizzard).
Популярність гурту в США стала причиною їх постійного перебування у цій країні в наступні два роки. Після запису чергових двох альбомів на новій фірмі «А&М», які, на жаль, поступались попереднім роботам, гурт залишив один з найголовних його учасників — Тоні Бург. Пізніше разом з Реєм Філліпсом він утворив гурт Tredegar.
Новим гітаристом Budgie 1978 року ненадовго став Боб Кендрік (Bob Kendrick), якого вже наступного року замінив Джон Томас (John Thomas). Новим складом гурт записав міні-альбом «If Swallowed, Do Not Induce Vomiting» та альбом «Power Supply», на якому запропонувала нове, дуже металеве звучання. Окрім цього гурт ще раз змінила фірму — «А&М» на «RCA» — однак, на жаль, ані ця платівка, ані дві наступні не дозволили гурту пробитись до масового слухача серед великої кількості гуртів нової хвилі британського важкого металу. Попри те, що свій останній лонгплей «Deliver Us From Evil»
гурт видав ще 1982 року, свою діяльність він продовжив аж до 1987-го, поки Берк Шеллі остаточно не вирішив її припинити і утворити нове тріо Superclarkes. Щоправда, цікавість до гурту не зникла, і підтвердженням цьому є використання композицій учасників Budgie у репертуарі таких гуртів, як Metallica (кавер композицій Crash Course In Brain Sugery та Breadfan), Soundgarden (кавер композиції Homicidal Suicidal) та Iron Maiden (кавер композиції I Can't See My Feelings).
Навесні 1995 року у Великій Британії було організовано перший офіційний з'їзд музикантів та фанів Budgie, де свій гурт Six Ton Budgie презентував Рей Філліпс, що мешкає в Австралії .

## Дискографія
Студійні альбоми
- Budgie (1971)
- Squawk (1972)
- Never Turn Your Back On A Friend (1973)
- In for the Kill (1974)
- Bandolier (1975)
- If I Were Brittania I'd Waive the Rules (1976)
- Impeckable (1978)
- Power Supply (1980)
- Nightflight (1981)
- Deliver Us From Evil (1982)
- You're All Living in Cuckooland (2006)

Концертні альбоми
- Heavier Than Air — Rarest Eggs (1998) — live compilation of 1972—1981 material
- We Came, We Saw… (1998) — live compilation of 1980—1982 material
- Life in San Antonio (2002)
- Radio Sessions 1974—1978 (2005) — double album
- The BBC Recordings (2006) — live compilation of 1972—1982 material

Збірники
- Best Of Budgie (1975)
- Best Of Budgie (1981)
- An Ecstasy Of Fumbling — The Definitive Anthology (1996)
- Best Of Budgie (1997)
- The Last Stage (2004)

Різні альбоми
- Tredegar (1986) — A Tredegar release featuring Tony Bourge and Ray Phillips
- Six Ton Budgie — Unplucked (1995) — drummer Ray Phillips' band
- Six Ton Budgie — Ornithology v.1 (1996) — drummer Ray Phillips' band
- The Extreem — From Out Of The Sky (1999) — pre-Budgie late 60's efforts, Japan only CD
- Budgie And Beyond (1999) — 80's solo works, out-takes, unreleased demos ~ Australian Fan Club «Sabre Dance» release on VSC label (Gold CD)
- Booty's B-Sides (2003) — Boot 66 with ex-Budgie Pete Boot and various artists
- The Battle of My Mind (2006) — Pete Boot with Andy Colley (guitar)

Міні-альбоми
- If Swallowed Do Not Induce Vomiting (1980, Active BUDGE 1)

Сингли (ексклюзивні для Великої Британії, окрім вказаних)
- «Crash Course In Brain Surgery» / «Nude Disintegrating Parachutist Woman» (1971, MCA MK 5072)
- «Whiskey River» / «Guts» (1972, MCA MK 5085)
- «Whiskey River» / «Stranded» (1972, MCA 2185) — US-exclusive release
- «Zoom Club (Edit)» / «Wondering What Everyone Knows» (1974, MCA 133)
- «I Ain't No Mountain» / «Honey» (1975, MCA 175)
- «Smile Boy Smile» / «All at Sea» (1978, A&M AMS 7342)
- «Crime Against the World» / «Hellbender» (1980, Active BUDGE 2)
- «Keeping a Rendezvous» / «Apparatus» (1981, RCA BUDGE 3)
- «I Turned To Stone (Part 1)» / «I Turned To Stone (Part 2)» (1981, RCA BUDGE 4)
- «Bored With Russia» / «Don't Cry» (1982, RCA 271)